# Charles Lavigne (Architekt)
Charles Lavigne (* 17. Mai 1944 in Lormaye, Département Eure-et-Loir; † 17. Juni 2005) war ein französischer Architekt, der sich auf Brückenbauwerke spezialisierte und viele seiner Brücken zusammen mit Michel Virlogeux entwarf.

## Leben
Charles Lavigne studierte Architektur an der École nationale des beaux arts in Paris, wo er im Januar 1969 sein Diplom erhielt. Anschließend war er bis 1971 bei einem Architekturbüro in Marokko mit der Planung und Bauüberwachung von Schulen in Algerien befasst.
Nach seiner Rückkehr nach Frankreich wurde er Mitarbeiter im Büro von Auguste Arsac, bei dem er bald für Brücken und Ingenieurbauten verantwortlich wurde.
1984 gründete Charles Lavigne sein eigenes Architekturbüro, das 2002 durch seinen Sohn Thomas und kurz darauf durch Christophe Cheron verstärkt wurde und nach seinem Tod von diesen als Sarl Architecture et Ouvrages d'art und seit 2016 als Lavigne Cheron Architectes fortgeführt wurde und wird. Charles Lavigne gab außerdem Vorlesungen an der École nationale des ponts et chaussées und an der École Spéciale des Travaux Publics.
2003 wurde er einer der Präsidenten der Association Française du Génie Civil.

## Bauwerke (Auswahl)
Charles Lavigne hat als Architekt eine Vielzahl größerer Brücken gestaltet, die ihm internationales Ansehen verschafften, unter anderen die Pont de l’île de Ré, die Pont Chateaubriand über die Rance, die  Pont de Normandie, die Pont de Tarascon-Beaucaire und die Pont de Térénez jeweils zusammen mit Michel Virlogeux, sowie die Ponte Vasco da Gama in Lissabon, die Pont de Ventabren für den TGV méditerrané, den Viaduc du Pays de Tulle und den Viaduc de l’Anguienne.